# Municipio de Jefferson (condado de Wayne, Indiana)
El municipio de Jefferson (en inglés: Jefferson Township) es un municipio ubicado en el condado de Wayne en el estado estadounidense de Indiana. En el año 2010 tenía una población de 3482 habitantes y una densidad poblacional de 48,61 personas por km².

## Geografía
El municipio de Jefferson se encuentra ubicado en las coordenadas 39°54′50″N 85°8′49″O / 39.91389, -85.14694. Según la Oficina del Censo de los Estados Unidos, el municipio tiene una superficie total de 71.63 km², de la cual 71,5 km² corresponden a tierra firme y (0,18 %) 0,13 km² es agua.

## Demografía
Según el censo de 2010, había 3482 personas residiendo en el municipio de Jefferson. La densidad de población era de 48,61 hab./km². De los 3482 habitantes, el municipio de Jefferson estaba compuesto por el 97,13 % blancos, el 0,72 % eran afroamericanos, el 0,14 % eran amerindios, el 0,43 % eran asiáticos, el 0,23 % eran de otras razas y el 1,35 % eran de una mezcla de razas. Del total de la población el 0,98 % eran hispanos o latinos de cualquier raza.